# Boy (film)
 For alternative betydninger, se Boy. (Se også artikler, som begynder med Boy)
Boy er en dansk kortfilm fra 2013 instrueret af Iben Ravn efter eget manuskript.

## Handling
Filmen er centreret omkring Ron Mueck statue 'BOY', der bliver levende hver nat og skal vende tilbage til sin oprindelige form inden daggry. Drengen er fanget mellem livets skrøbelighed om natten og kunstens udødelighed om dagen. Edvard Munchs begreb om angst og død spiller en central rolle i filmen.

## Medvirkende
- Christian Harboe Nielsen, Boy
- Peter Klintrup Nielsen, Sikkerhedsvagt